# Ruyschia valerioi
Ruyschia valerioi är en tvåhjärtbladig växtart som beskrevs av Paul Carpenter Standley. Ruyschia valerioi ingår i släktet Ruyschia och familjen Marcgraviaceae. Inga underarter finns listade i Catalogue of Life.